# 2001年ブルガリア国民議会選挙
2001年ブルガリア国民議会選挙は、ブルガリア共和国の立法府である国民議会を構成する議員を選出するため、2001年6月18日に投票が行われた選挙である。

## 解説
ブルガリア国民議会の議員任期（4年）が満了したことに伴って実施された選挙である。民主化後のブルガリアにおいて交互に政権を担ってきた2大政党（民主勢力同盟、ブルガリア社会党）を押さえ、1996年にブルガリアに帰国した元ブルガリア国王であるシメオン2世が選挙直前に結成した新党「シメオン2世国民運動」（以下、国民運動）が、最多得票を得て第一党となった。

## 選挙制度
- 定数：240議席
- 選挙制度：比例代表制

1. 全国を31選挙区に分割（州を一選挙区とするが、首都ソフィアは3選挙区に分割、第2の都市でプロヴディフ州の州都であるプロヴディフは独立して選挙区を構成する）
2. 有効投票総数の4％以上を得る事ができなかった政党及び連合は、議席配分対象から除外される（議席阻止条項）。

## 主要政党
- 民主勢力同盟（ブルガリア語：Съюз на демократичните сили、略称：СДС）

1989年12月に結成された中道右派政党。前回選挙（1997年4月）で勝利し、政権の座についた。
- ブルガリア社会党（ブルガリア語：Българска социалистическа партия、略称：БСП）

人民共和国時代の支配政党であるブルガリア共産党の後継政党。前々回（1994年）の選挙では勝利し、2年余り政権を担ったが、経済改革の遅れを原因とする経済状況の急激な悪化が原因で前回選挙では大敗した。本選挙ではブルガリア社会民主党など他の中道左派勢力と政党連合「ブルガリアのための連合」（Коалиция за България）を結成して選挙に臨んだ。
- 権利と自由のための運動（ブルガリア語：Движение за права и свободи、略称：ДПС）

ブルガリア国内に居住するトルコ系住民の権利擁護を主張する政党。1990年に結成されて以来、議会に議席を有している。
- シメオン2世国民運動（ブルガリア語：Национално движение Симеон Втори 略称：НДСВ）

1996年、ブルガリアへ50年ぶりに帰国した元国王であるシメオン2世が率いる政党。

## 選挙結果
- 投票日：2001年6月18日
- 有権者数：6,916,151名
- 投票率：66.77％

| 政党（連合）                                | 得票数    | 得票率 | 議席数 | 占有率 |
| ------------------------------------------- | --------- | ------ | ------ | ------ |
| シメオン2世国民運動 НДСВ                    | 1,952,513 | 42.74  | 120    | 50.00  |
| 民主勢力同盟 СДС                            | 830,338   | 18.18  | 51     | 21.15  |
| ブルガリアのための連合 Коалиция за България | 783,372   | 17.15  | 48     | 20.00  |
| 権利と自由のための運動 ДПС                  | 340,395   | 7.45   | 21     | 8.75   |
| ゲオルギーの日-内部マケドニア革命組織       | 165,927   | 3.63   | 0      | 0.00   |
| 同盟「シメオン2世」                         | 157,141   | 3.44   | 0      | 0.00   |
| シメオン2世のための国民同盟                 | 77,671    | 1.70   | 0      | 0.00   |
| 諸党派                                      | 260,834   | 5.50   | 0      | 0.00   |
| 合計                                        | 4,568,191 | 100    | 240    | 100    |

出所：エセックス大学“Resultats de les eleccions búlgares”（2010年9月4日閲覧）。なお有効投票総数の1％未満しか得票が得られなかった政党及び連合については「諸党派」としてまとめた。
「解説」でも説明したとおり、選挙直前に結成された国民運動が4割以上の得票を得て議席数でも半数の120議席を得て第1党となった。民主勢力同盟と社会党を押さえて、国民運動が第一党になった理由としては、①過去10年間における既存の政治体制に国民が変化を求めた事、②構造的な汚職に対する国民の不満、③前回選挙で政権についた民主勢力同盟が推し進めた急進的な経済改革の結果、貧困と失業者の増大を招いたことに対する強い不満に対し、シメオン2世が打開してくれるのではないかとの国民の期待が寄せられた事が指摘されている。